# الباستيل (مترو باريس)
الباستيل (بالفرنسية: Bastille)‏ هي محطة مترو تابعة لمترو باريس تقع في فرنسا في الدائرة الرابعة في باريس.[بحاجة لمصدر]

## معرض صور

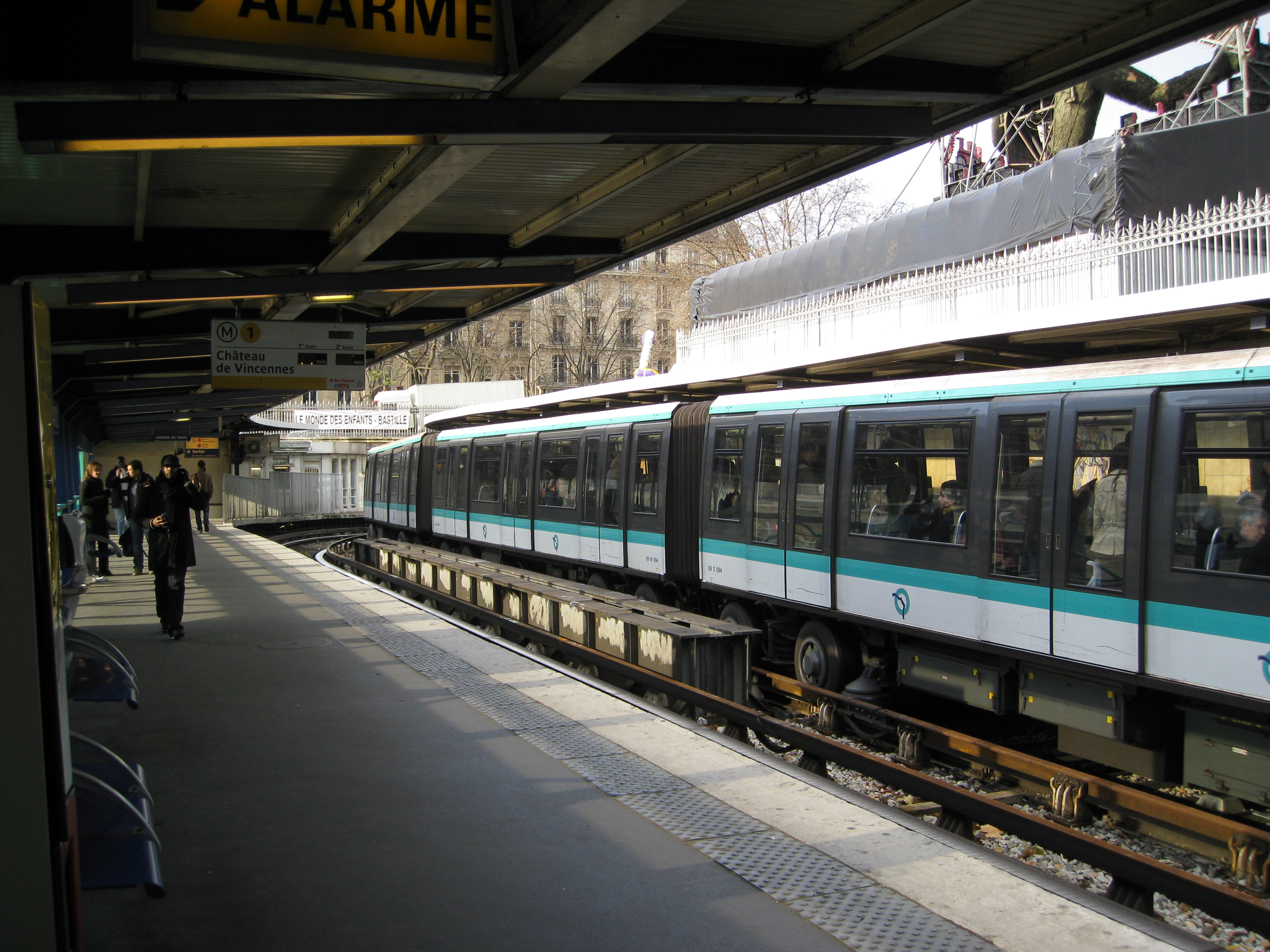
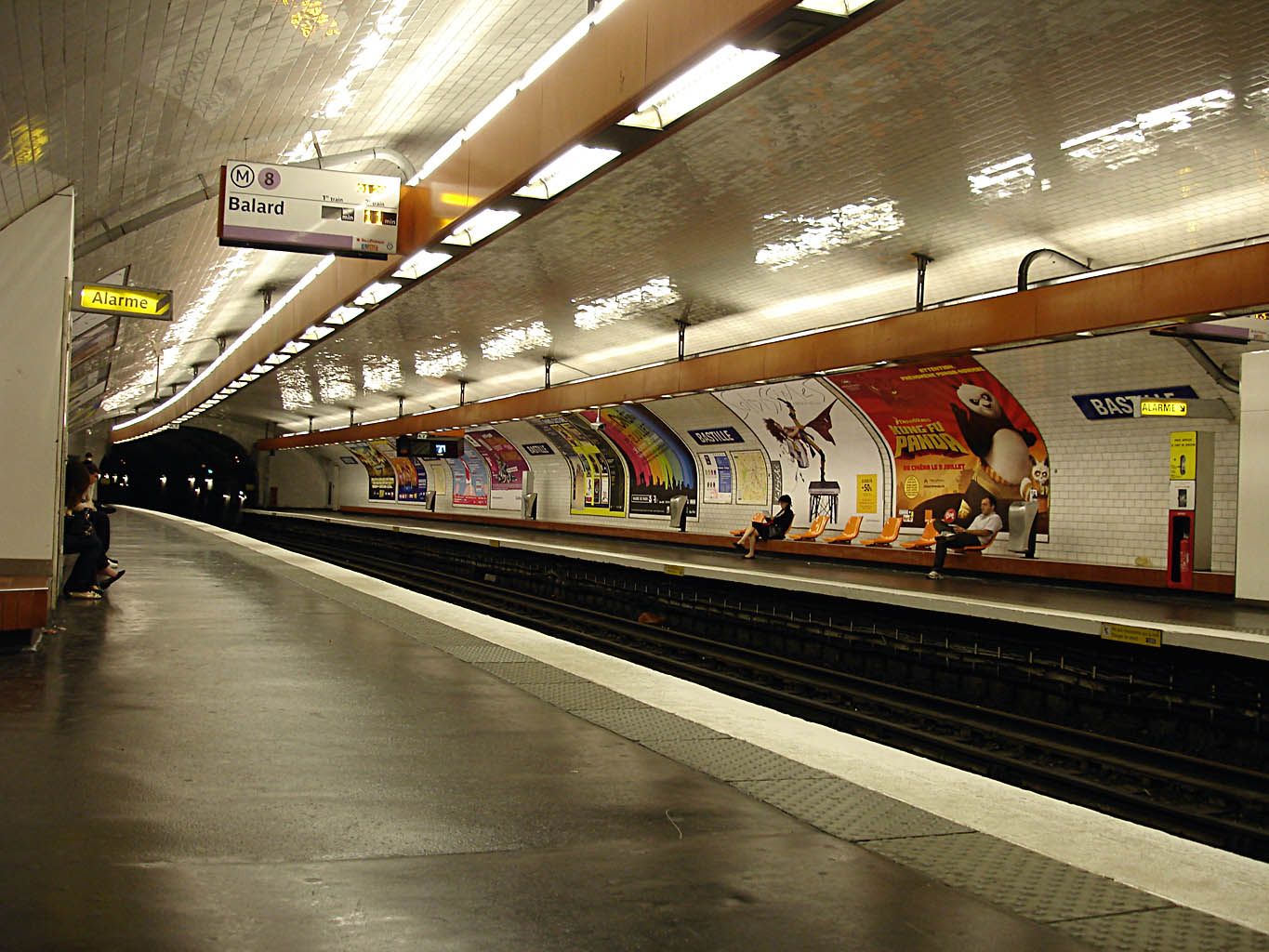
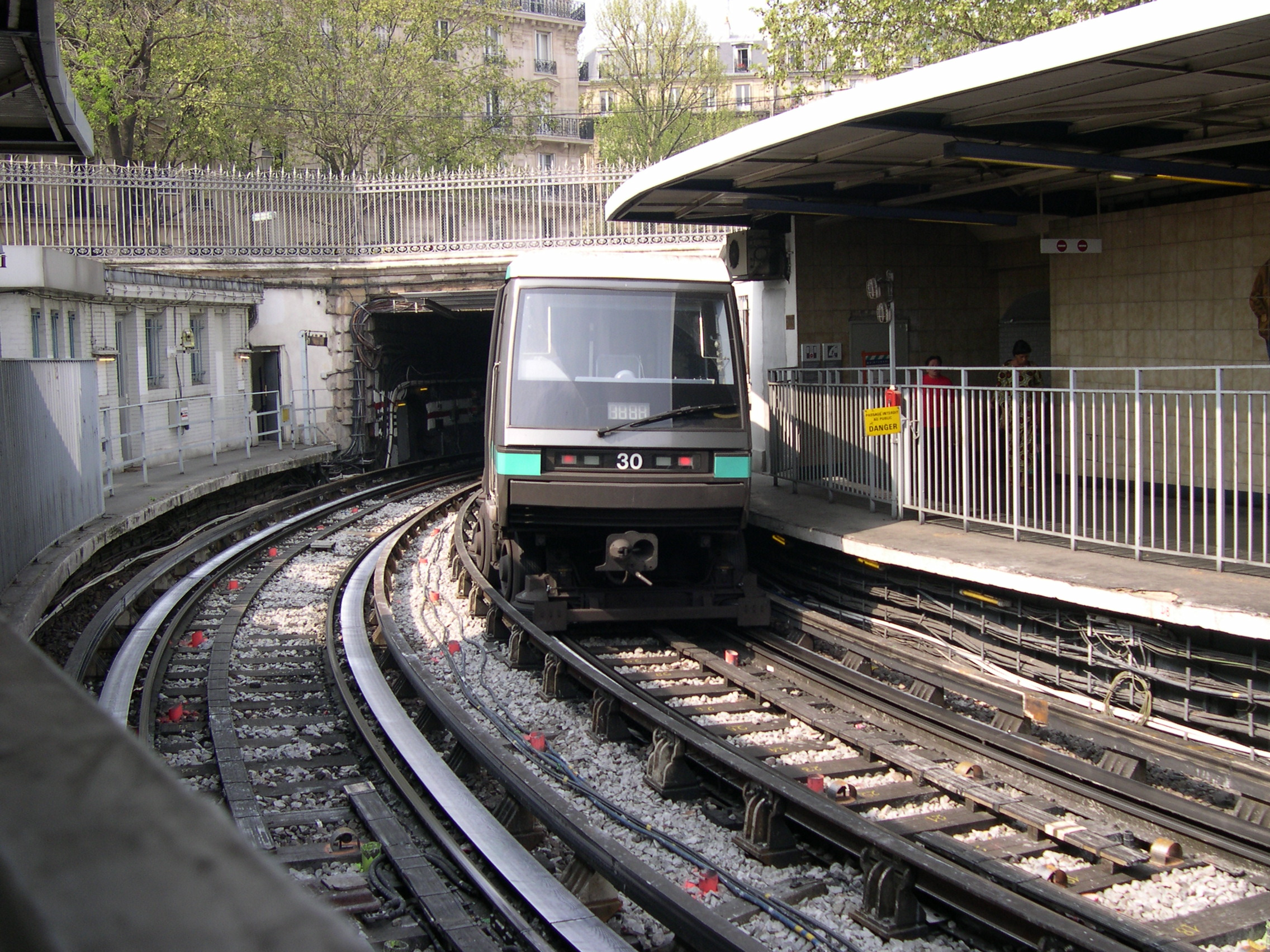
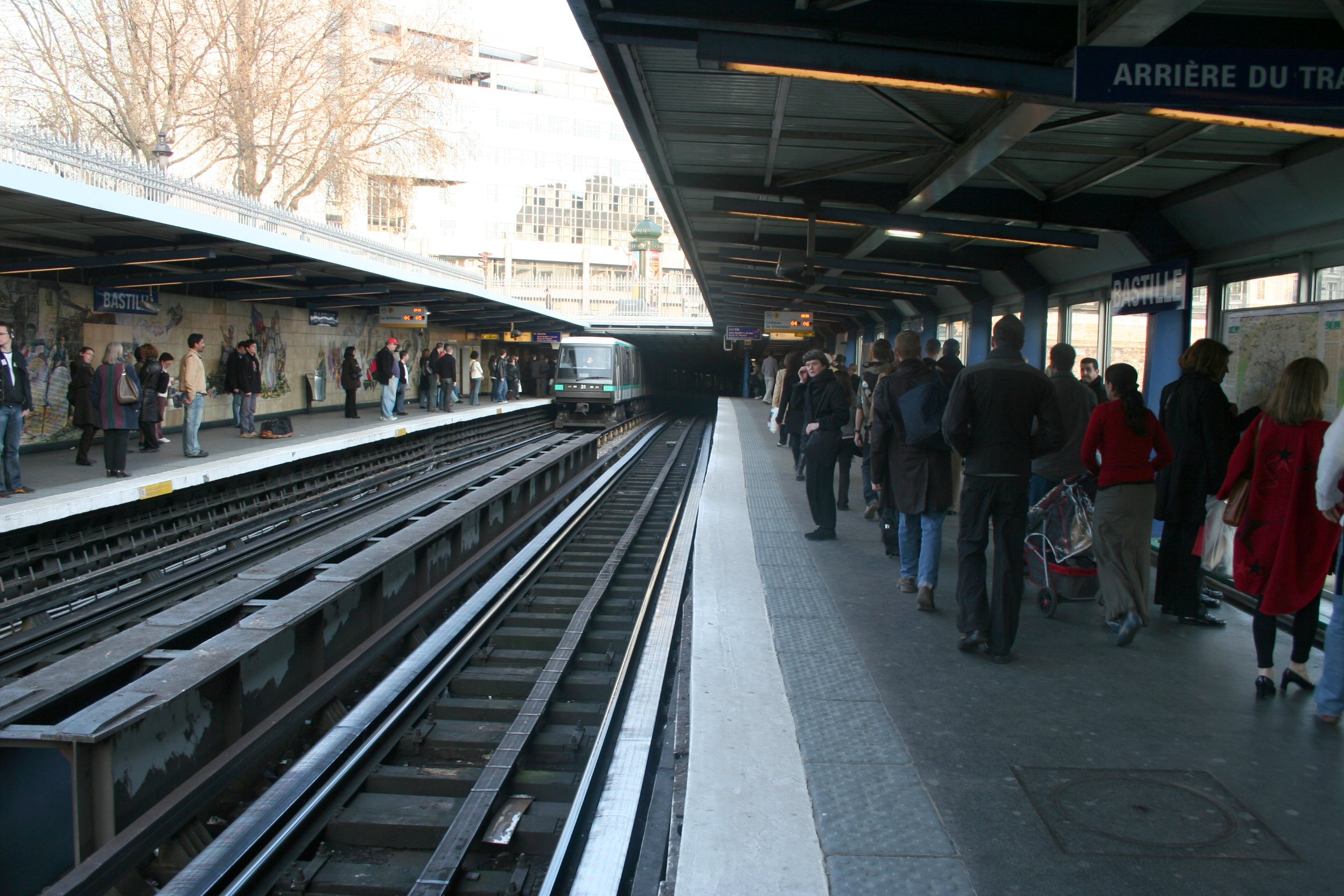
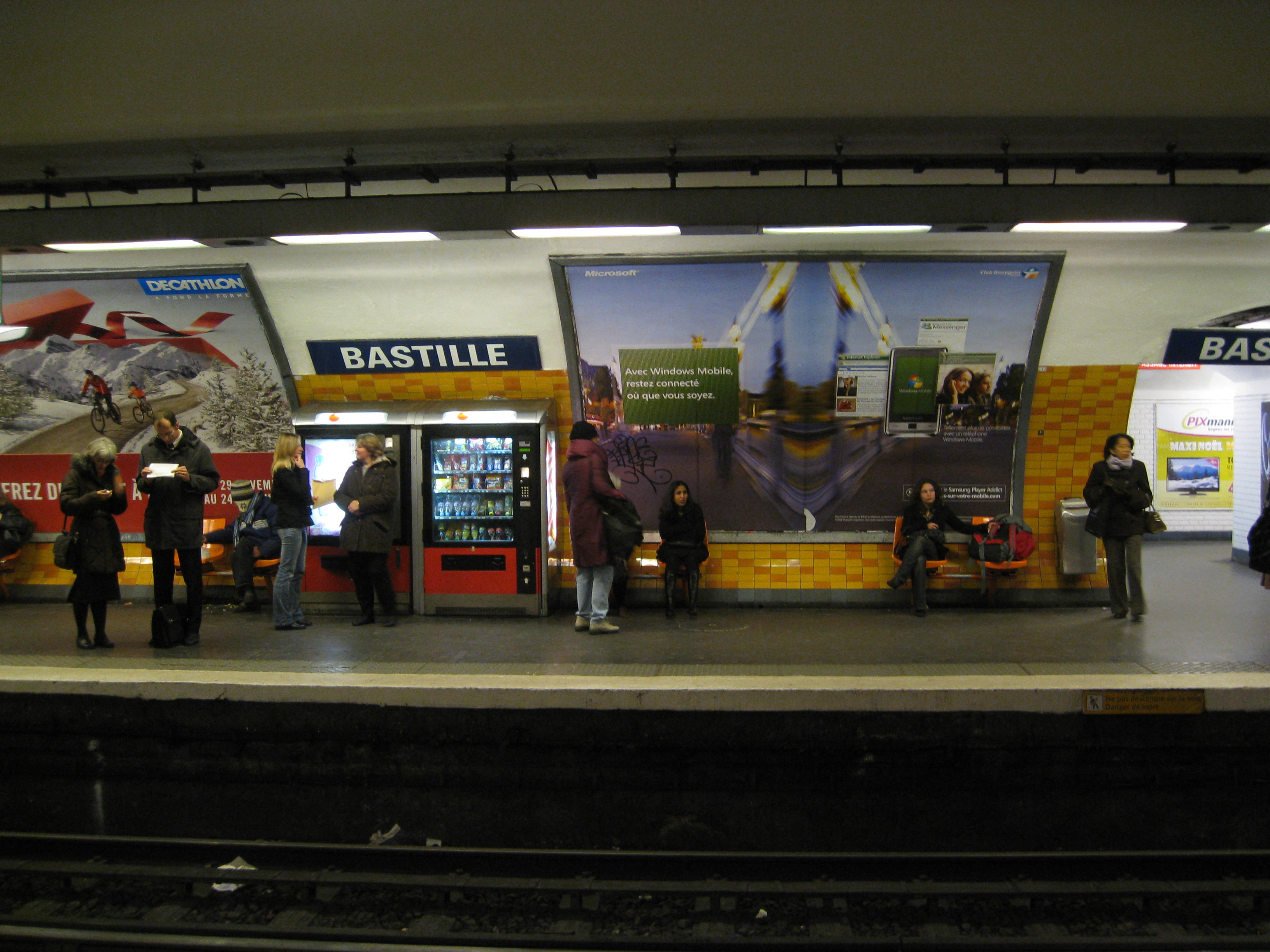
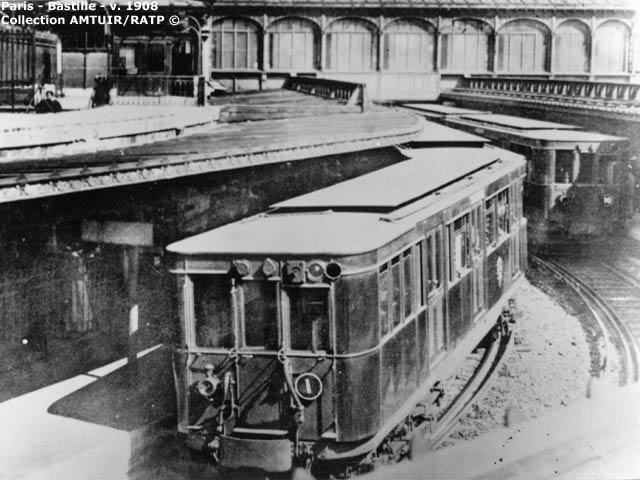